# Pissarra bituminosa
Pissarra bituminosa, licorella bituminosa o oli esquitós és un terme genèric que fa referència a roques sedimentàries de gra fi, amb prou matèria orgànica (querogen), pobra en betums -entrte un 0,5 i un 5%- i susceptible de produir hidrocarburs per piròlisi a uns 500°C.
Durant la piròlisi la pissarra bituminosa és escalfada entre 445 i 500 °C en absència d'aire, mentre que el querògen és convertit en petroli.
L'Administració Americana d'Informació sobre l'Energia (United States Energy Information Administration) estima les reserves mundials de pissarra bituminosa en 2,6 trilions de barrils de petroli potencialment explotables, dels quals entre 1 i 1,2 trilions als Estats Units. Tot i això, fa més d'un segle que es fan intents d'explotar aquestes reserves, i fins ara els resultats han estat mediocres.
Es pot convertir el querogen present en la pissarra bituminosa en petroli per mitjà del procés químic conegut com a piròlisi. També es pot cremar la pissarra bituminosa directament com a combustible de baixa qualitat per la creació d'energia i per la calefacció, o se la pot utilitzar com a matèria primera en la indústria química o la de materials de construcció. Estònia, el Brasil, la Xina, Alemanya i Rússia són usuaris de pissarra bituminosa avui en dia.
La pissarra deu la seva olor, que s'allibera en fregar-la, a la presència de betum. També és el betum el que li dona el seu color. Tanmateix, quan es posa les roques de pissarra bituminosa en un forn ardent, el betum es fon i les roques surten blanques.

## Context geològic
Les pissarres bituminoses són roques sedimentàries riques en matèria orgànica que pertanyen al grup dels sapropels. No tenen una definició geològica concreta ni una fórmula química específica; per aquest motiu és complicat determinar els límits amb altres litologies. Les pissarres bituminoses varien considerablement en el seu contingut mineral, composició química, edat, tipus de querogen i història deposicional, i no totes les pissarres bituminoses necessàriament es classificarien com a pissarres en el sentit estricte. Segons el petròleg Adrian C. Hutton, la categoria 'pissarra bituminosa' no classifica roques des d'un punt de vista petrològic sinó econòmic. La principal característica d'aquestes roques és la baixa solubilitat en certs dissolvents orgànics i la generació de productes orgànics líquids en la descomposició tèrmica. Els geòlegs classifiquen, sovint, les pissarres bituminoses en funció de la seva composició com a pissarres riques en carbonats, pissarres silícies o carbó d'espores.
Les pissarres bituminoses difereixen de les roques orgàniques (altres fons no convencionals d'hidrocarburs com ara les sorres petrolíferes i roques dels dipòsits petrolífers), carbons húmics i lutites carbonoses. Mentre que les sorres petrolíferes provenen de la biodegradació del petroli, la calor i la pressió encara no han transformat el querogen en petroli, la qual cosa significa que la seva maduració no supera la catagènesi primerenca. Les pissarres bituminoses també difereixen de les pissarres amb contingut d'hidrocarburs, dipòsits de lutita que contenen petroli compacte que a vegades s'extreu mitjançant pous perforats. Exemples de pissarres bituminoses són la Formació Bakken, la Formació de pissarres Pierre, la Formació Niobrara i la Formació Eagle Ford.
La composició general de les pissarres bituminoses consta d'una matriu inorgànica, betum i querogen. Mentre que la part de betum de les pissarres bituminoses és soluble en sulfur de carboni, la part de querogen és insoluble en sulfur de carboni i pot contenir ferro, vanadi, níquel, molibdè i urani. Les pissarres bituminoses contenen un menor percentatge de matèria orgànica que el carbó. En les categories comercials de pissarres bituminoses, la relació de matèria orgànica a matèria mineral es situa aproximadament entre 0.75:5 i 1.5:5. Al mateix temps, la matèria orgànica en les pissarres bituminoses té una relació atòmica d'hidrogen a carboni (H/C) aproximadament de 1.2 a 1.8 vegades més baixa que per al petroli cru i aproximadament de 1.5 a 3 vegades més alta que per als carbons. Els components orgànics de les pissarres bituminoses provenen de diverses formes de vida, com ara restes d'algues, espores, pol·len, cutícules de plantes i fragments de plantes herbàcies i llenyoses, així com restes cel·lulars d'altres plantes aquàtiques i terrestres. Alguns dipòsits contenen fòssils significatius; la pedrera de Messel, a Alemanya, té l'estatus de Patrimoni de la Humanitat de la UNESCO. La matèria mineral en les pissarres bituminoses inclou diversos silicats i carbonats de gra fi. La matriu inorgànica pot contenir quars, feldespat, argila (principalment illita i clorita), carbonat (calcita i dolomita), pirita i altres minerals.
Una altra classificació, coneguda com el diagrama de van Krevelen, assigna tipus de querogen segons el contingut d'hidrogen, carboni i oxigen de la matèria orgànica original de les pissarres bituminoses. La classificació més comuna de les pissarres bituminoses, desenvolupada entre 1987 i 1991 per Adrian C. Hutton, adapta termes petrogràfics de la terminologia del carbó. Aquesta classificació designa les pissarres bituminoses com a terrestres, lacustres o marines, segons les condicions de la dipositació original. S'ha comprovat que la xarxa de classificació d'Hutton és útil per estimar el rendiment i la composició dels hidrocarburs extrets.